# Stoppie

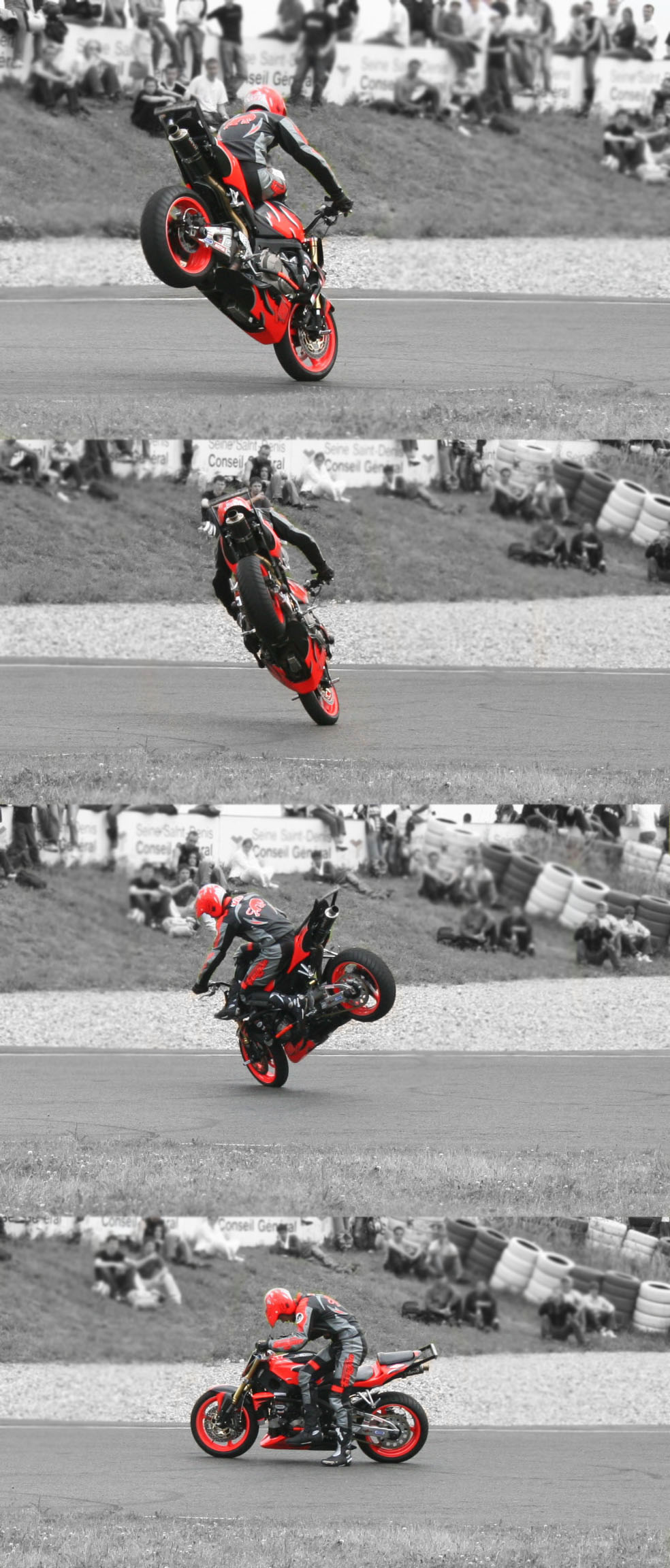
Sequenza di uno stoppie con rotazione di 180°

Lo stoppie, detto anche impuntatura o endo, è una acrobazia effettuabile con un mezzo a due ruote, consistente nel sollevare la ruota posteriore del veicolo, rimanendo in equilibrio sulla ruota anteriore. La figura ha diverse varianti, tra cui una nota come rolling stoppie, eseguita a velocità molto ridotta e consistente nel continuare a proseguire la marcia per diversi metri con la ruota posteriore impennata.

## Esecuzione
Per effettuarla, dopo aver raggiunto una sufficiente velocità, il pilota agisce sul freno anteriore del mezzo e si sbilancia in avanti, portando il peso del corpo sul manubrio o sul serbatoio. In questo modo il carico che agisce sulla ruota posteriore diminuisce drasticamente a vantaggio di quello che grava sulla ruota anteriore e sulle sospensioni che si comprimono con il risultato che il veicolo si solleva.
Bisogna però avere ottima conoscenza del mezzo utilizzato, dato che oltre alla velocità di esecuzione il fattore chiave per la riuscita dell'acrobazia è la forza frenante del veicolo stesso. Nel caso si spinga il veicolo ad una velocità eccessiva o si schiacci con troppa energia la leva del freno vi è il serio rischio che il pilota per inerzia venga catapultato in avanti; viceversa, a velocità moderate con un uso eccessivo del freno c'è il rischio che il veicolo raggiunga una angolazione tale da rendere "non recuperabile" lo stoppie, il che causerebbe il ribaltamento in avanti del mezzo con intuibili conseguenze per il pilota.
Durante la discesa, bisogna dosare la forza frenante sulla ruota anteriore in modo da rallentarla ma senza esagerare, altrimenti è probabile che la ruota si blocchi e la moto si schianti a terra di colpo con gravi danni per il sistema di trasmissione e l'ammortizzatore posteriore.

## Quadro normativo in Italia
Contrariamente all'impennata, lo stoppie non è specificatamente vietato dal Codice della Strada, ma è una pratica la cui esecuzione volontaria su strade pubbliche si configura chiaramente come infrazione all'art. 140 del citato CdS, il quale proibisce comportamenti potenzialmente pericolosi. Valgono pertanto le stesse indicazioni fornite per l'acrobazia sopracitata, ovvero l'esecuzione in aree private e sgombre da traffico, persone o oggetti e l'utilizzo di equipaggiamento protettivo.